# Karmin
Karmin (echtes Karmin, Cochenille, Koschenille, auch Karmesin) ist ein aus Cochenilleschildläusen gewonnener roter Farbstoff, dessen Hauptbestandteil die Karminsäure ist.
Der Farbstoff ist verwandt mit Kermes (unechtes Karmin), das aus Schildläusen aus dem Mittelmeerraum gewonnen wird, dem Färberlack aus der indischen Lackschildlaus, der Polnischen Cochenille (auch Wurzelkermes oder Johannisblut) aus der Polnischen Karminschildlaus (Porphyrophora polonica) und der Armenischen Cochenille aus der Schildlaus Porphyrophora hameli. Mitunter wird die Bezeichnung Karmin für alle aus Schildläusen gewonnenen Farbstoffe verwendet.

## Geschichte

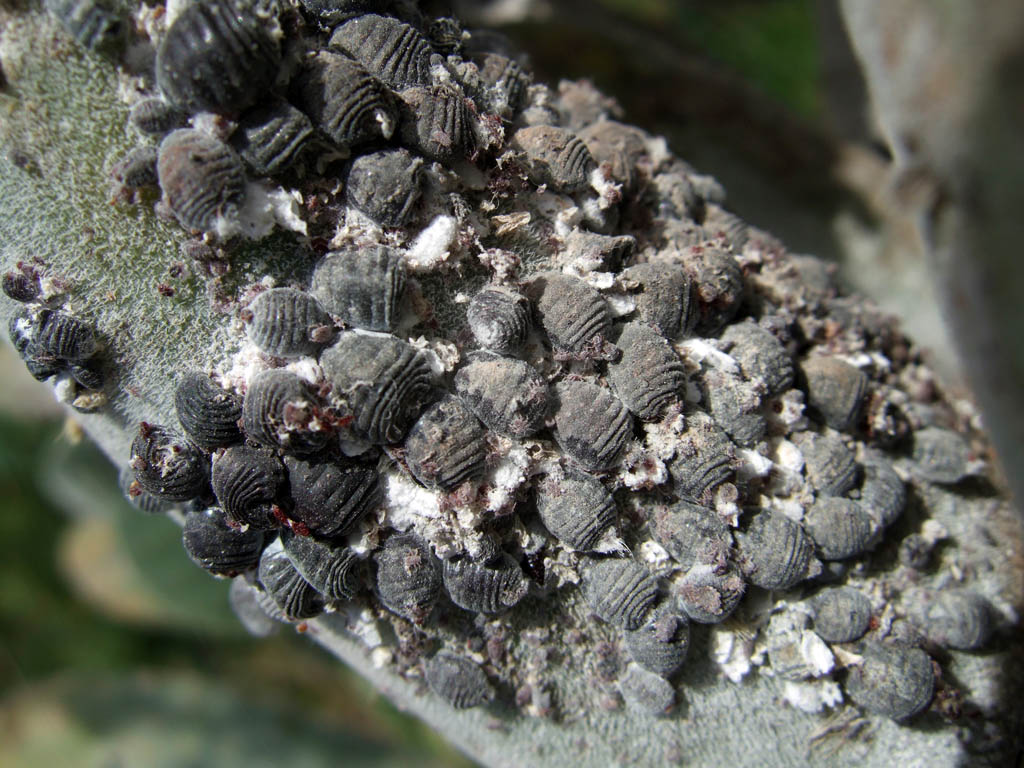
Cochenilleschildläuse

Im südlichen Nordamerika sowie in Mittel- und Südamerika wurde der Farbstoff aus Cochenilleschildläusen (Dactylopius coccus Costa) hergestellt, die auf Feigenkakteen (Opuntien) leben. Die Technik der Farbherstellung wurde in den Bergen von Peru, Bolivien und Ecuador bereits vor der Ankunft der Europäer praktiziert und war dort und in Mexiko mindestens seit dem 2. Jahrhundert v. Chr. bekannt. Cochenille wurde zum Färben von rituellen und zeremoniellen herrschaftlichen Textilien in Peru und Mexiko verwandt und als Tributzahlung an die Herrscher verwendet. Mit der Eroberung Amerikas wurden die Tributzahlungen ab dem 16. Jahrhundert an die neuen europäischen Herrscher geleistet.
Damit verbreitete sich das echte Karmin auch in Europa und verdrängte weitgehend den Kermes. Die Europäer führten Cochenilleschildläuse an verschiedenen Orten ihres Einflussbereiches zur Produktion ein, unter anderem im Jahr 1826 erstmals auf den Kanarischen Inseln. Auf La Palma wurde bis ins 20. Jahrhundert in kleinem Umfang Cochenille gewonnen. Mit der Entwicklung synthetischer Farbstoffe ab der zweiten Hälfte des 19. Jahrhunderts ist die Bedeutung von Karmin stark gesunken.

## Herstellung
Der Farbstoff wird aus trächtigen weiblichen Schildläusen gewonnen. Zur Gewinnung der Farbe werden die Läuse mit Essig gewaschen und getrocknet, dann werden sie in Wasser unter Zusatz von etwas Schwefelsäure ausgekocht. Zur Verlackung als Aluminium- oder Calcium-Salz wird die Karminsäure anschließend unter Anwendung von Alaun und etwas Kalk ausgefällt, ausgewaschen und getrocknet. Nach der Verkollerung kann das Karmin als Pigment verwendet werden.
Ein Kilogramm getrocknete Cochenilleschildläuse ergeben ca. 50 Gramm Karmin. Dafür benötigt man etwa 60.000 bis 100.000 Cochenilleschildläuse. Die europäischen Schildlausarten enthalten etwa 10-mal weniger Farbstoff. Während der Farbstoff aus der Cochenilleschildlaus, wie auch aus der Armenischen Schildlaus, zu über 94 % Karminsäure enthält, besteht der Farbstoff aus der Polnischen Schildlaus nur zu 62–88 % aus Karminsäure. Der Farbstoff aus der Kermes-Schildlaus besteht überwiegend aus Kermessäure.

## Verwendung

### Farbstoff

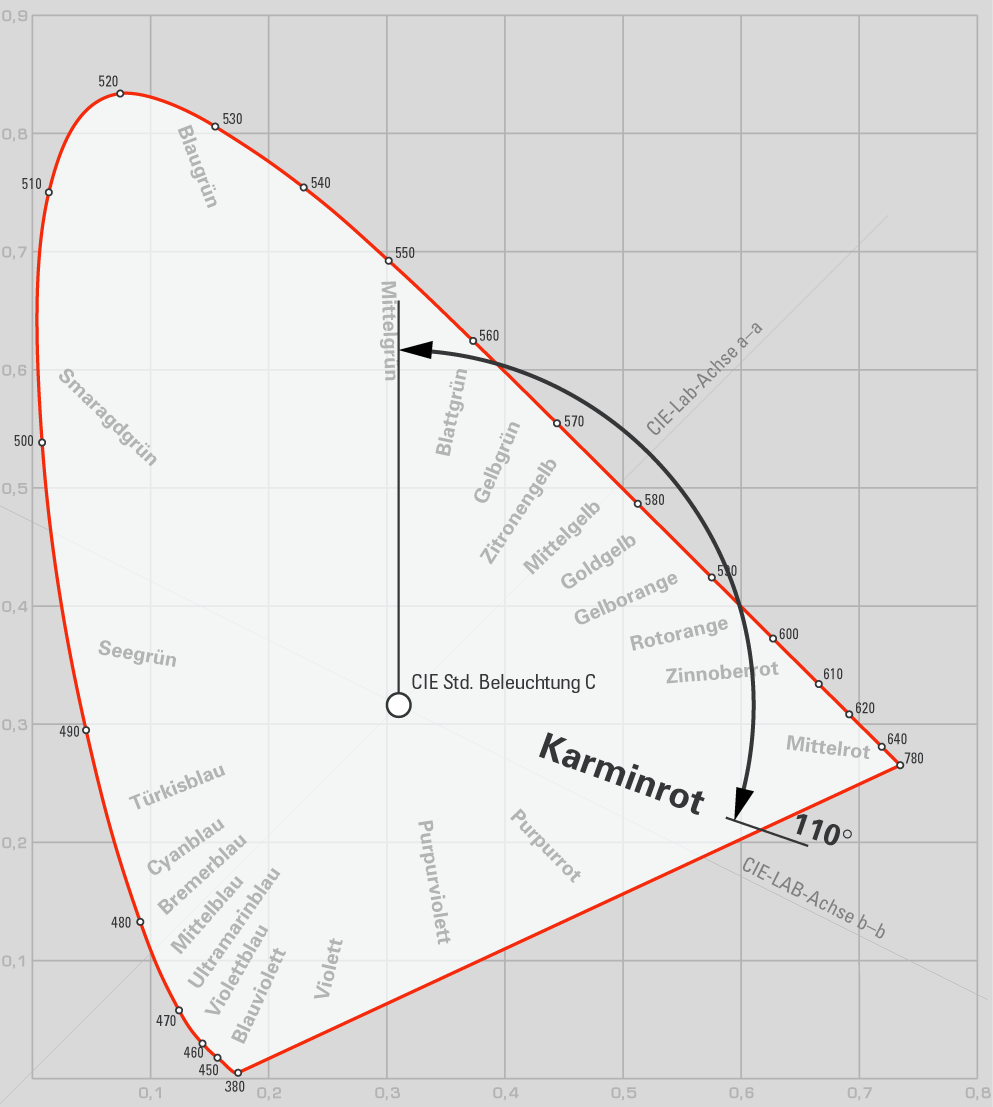
Karmin im Farbkreis mit Bezeichnungen nach dem Farbtonkreis von Müller. Hier sind die Farben in die Normfarbtafel der CIE, unter Beleuchtung mit Normlicht der Art C eingebaut.

Karmin ist ein – vergleichsweise hochwertiger – Ersatz für den Purpur der Schnecken und ergibt scharlach- bis karminrote oder purpurrote Farbtöne. Der Farbstoff wird zum Färben von Textilien und bei kosmetischen Artikeln, beispielsweise Lippenstiften, sowie für Malerfarben eingesetzt. 

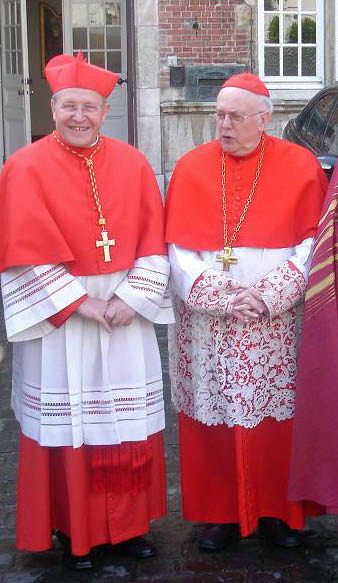
Kardinäle in karminroter Kleidung
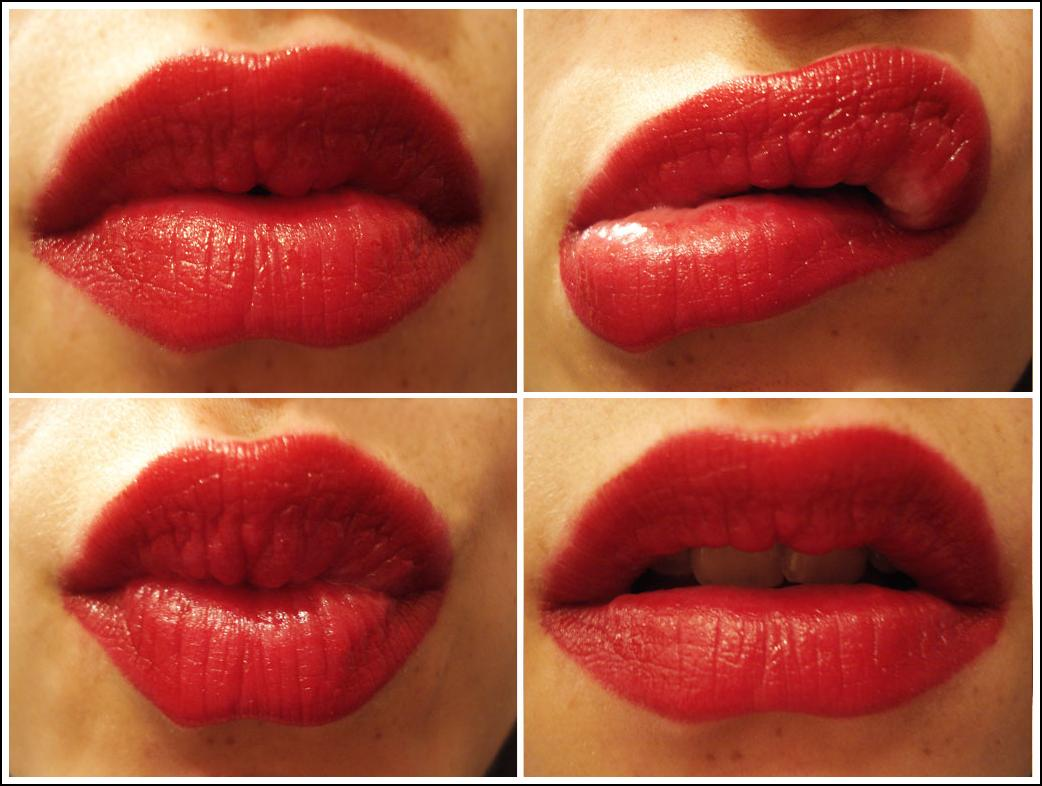
Mit Lippenstift geschminkte Lippen
Die Flagge Lettlands mit karminroten Streifen (Lettischrot)

Als Malerfarbe ist Karmin nur wenig lichtbeständig. Es wurde häufig als Aquarellfarbe eingesetzt oder aber auch für Lasuren.
Karminessigsäure eignet sich als Karminfärbung (für die Histologie bereits von Alfonso Corti eingeführt, 1858 begründet durch Joseph von Gerlach und Jacob A. Lockhart Clarke) zum Fixieren und gleichzeitigem Anfärben von Chromosomen (diese werden dunkel schwarzrot) in der Mikroskopie (für genetische Untersuchungen).

### Lebensmittelfarbstoff
In Deutschland wurde „Carminsäure“ durch die Farbstoff-Verordnung ab 1959 für die Verwendung in Lebensmitteln zugelassen. Zur Übernahme der Richtlinie des Rats zur Angleichung der Rechtsvorschriften der Mitgliedstaaten für färbende Stoffe, die in Lebensmitteln verwendet werden dürfen in nationales Recht wurde die Farbstoff-Verordnung 1966 angepasst und für „Karminsäure“ die E-Nummer E 120 aufgenommen. Ab 1978 wurde die Verwendung in Deutschland durch die Zusatzstoff-Zulassungsverordnung geregelt. Durch die Verordnung (EG) Nr. 1333/2008, die am 20. Januar 2009 in Kraft trat, ist die Verwendung von „Echtem Karmin“ als Lebensmittelzusatzstoff E 120 im ganzen EWR einheitlich geregelt. Es darf für Konserven von roten Früchten, Käse, Fischrogen-Imitate, Maronenkrem, Brotaufstriche aus Obst und Gemüse, Frühstücksgetreidekost, Wurst und Fleischzubereitungen, Fisch und Krebstiere, Fisch- und Krebstierpaste und aromatisierte Getränke (z. B. Campari) verwendet werden. Je nach Anwendung liegt die zulässige Höchstmenge zwischen 50 und 250 mg/kg. Für spezielle Anwendungen, wie essbare Wurstumhüllungen, gibt es keine Mengenbegrenzungen (quantum satis). 
Ein preisgünstiges Surrogat ist Cochenillerot A, ein als E 124 als Lebensmittelzusatzstoff zugelassener Azofarbstoff.

## Toxikologie
Beim Einatmen kann echtes Karmin als Aeroallergen Asthma auslösen. Auch bei oraler Einnahme wurden allergische Reaktionen bis zur Anaphylaxie beschrieben, wobei IgE-Antikörper per RAST und Immunoblot nachgewiesen wurden.